# Manuel Gómez Pereira
Manuel Gómez Pereira (Madrid, 8 de diciembre de 1958) es un director de cine y guionista español.

## Biografía
Comenzó sus estudios de Arquitectura, pero los abandonó tiempo después para iniciar la carrera de Facultad de Ciencias de la Información en la Universidad Complutense de Madrid. Es sobrino del director de cine Luis Sanz.
Desde 1973 estuvo colaborando en largometrajes de directores como José Luis García Sánchez, Fernando Colomo o Antonio Mercero.
En 1979 dirigió la película Nos va la marcha junto con Manu Berástegui y Raimundo García.
En 1991 dirigió su primera película en solitario, Salsa rosa, haciendo de guionista junto a Joaquín Oristrell, Yolanda García Serrano y Juan Luis Pérez Iborra.

## Filmografía

### Cine
| Año  | Película                                           |
| ---- | -------------------------------------------------- |
| 1979 | Nos va la marcha                                   |
| 1992 | Salsa rosa                                         |
| 1993 | ¿Por qué lo llaman amor cuando quieren decir sexo? |
| 1994 | Todos los hombres sois iguales                     |
| 1995 | Boca a boca                                        |
| 1996 | El amor perjudica seriamente la salud              |
| 1999 | Entre las piernas                                  |
| 2001 | Desafinado                                         |
| 2004 | ¡Hay motivo!                                       |
| 2004 | Cosas que hacen que la vida valga la pena          |
| 2005 | Reinas                                             |
| 2009 | El juego del ahorcado                              |
| 2014 | La ignorancia de la sangre                         |
| 2015 | Todos los hombres son iguales                      |
| 2025 | La cena                                            |
| 2025 | Un funeral de locos                                |

### Televisión

#### Series de Televisión
| Año/s       | Serie de Televisión            | Anotaciones  | Como               |
| ----------- | ------------------------------ | ------------ | ------------------ |
| 2017        | Tiempos de guerra              | 13 episodios | Director           |
| 2015        | Velvet                         | 2 episodios  | Director           |
| 2011 - 2013 | Gran Reserva                   | 9 episodios  | Director           |
| 2013        | Gran Hotel                     | 2 episodios  | Director           |
| 2011        | Cheers                         | 5 episodios  | Director           |
| 1996 - 1997 | Todos los hombres sois iguales | 20 episodios | Guionista          |
| 1995        | Mar de dudas                   | 1 episodio   | Director           |
| 1984        | Teresa de Jesús                | 8 episodios  | Director 2ª Unidad |

#### Programas de Televisión
| Año/s                              | Programa         | Anotaciones    | Como     |
| ---------------------------------- | ---------------- | -------------- | -------- |
| 2015                               | Imprescindibles  | En 1 ocasión   | Él mismo |
| 2014                               | Vespre a la 2    | En 1 ocasión   | Él mismo |
| 2011                               | Sala 33          | En 1 ocasión   | Él mismo |
| 2009                               | Página 2         | En 1 ocasión   | Él mismo |
| 2009                               | Taller Canal+    | En 1 ocasión   | Él mismo |
| 2009                               | Miradas 2        | En 1 ocasión   | Él mismo |
| 2009                               | Els matins a TV3 | En 1 ocasión   | Él mismo |
| 2009                               | La tarda         | En 1 ocasión   | Él mismo |
| 2009                               | Corazón, corazón | En 1 ocasión   | Él mismo |
| 2004                               | Continuarà       | En 1 ocasión   | Él mismo |
| 2000-2001                          | La gran ilusión  | En 2 ocasiones | Él mismo |
| 1999                               | La mandrágora    | En 1 ocasión   | Él mismo |
| 1998, 2001, 2003, 2007, 2010       | Versión española | En 5 ocasiones | Él mismo |
| 1994, 1997, 1999, 2004, 2009, 2014 | Cinema 3         | En 6 ocasiones | Él mismo |
| 1993                               | Queridos cómicos | En 1 ocasión   | Él mismo |
| 1992-1993, 2009, 2014              | Días de cine     | En 4 ocasiones | Él mismo |

## Premios y nominaciones
Premios Goya
| Año  | Categoría             | Película                       | Resultado |
| ---- | --------------------- | ------------------------------ | --------- |
| 1992 | Mejor dirección novel | Salsa rosa                     | Nominado  |
| 1994 | Mejor guion original  | Todos los hombres sois iguales | Ganador   |
| 1995 | Mejor director        | Boca a boca                    | Nominado  |
| 1995 | Mejor guion original  | Boca a boca                    | Nominado  |
| 2004 | Mejor documental      | ¡Hay motivo!                   | Nominado  |

Medallas del Círculo de Escritores Cinematográficos
| Año  | Categoría            | Película                       | Resultado |
| ---- | -------------------- | ------------------------------ | --------- |
| 1994 | Mejor guion original | Todos los hombres sois iguales | Ganador   |

Premios Godoy
| Año  | Categoría                                | Película     | Resultado |
| ---- | ---------------------------------------- | ------------ | --------- |
| 2001 | Premio Godoy a la peor película          | Desafinado   | Ganador   |
| 2004 | Premio Francisco de Paula al mejor guion | ¡Hay motivo! | Nominado  |